# 최승현 (음악감독)
최승현(Choi Seung Hyun, Seung-hyun Choi 혹은 Shawn Choi)은 대한민국의 영화음악 작곡가이다. PSALM Music Production의 대표 겸 창립자로 다수의 장편 영화음악을 작곡하였다.

## 영화 음악
- 2002년 《밀애》
- 2003년 《클래식》
- 2003년 《빙우》
- 2003년 《여섯 개의 시선》
- 2003년 《믿거나 말거나 찬드라의 경우》
- 2003년 《올드보이》
- 2004년 《내 여자친구를 소개합니다》
- 2005년 《친절한 금자씨》
- 2006년 《코마》
- 2006년 《코마1-5》
- 2007년 《이장과 군수》
- 2007년 《검은 집》
- 2007년 《리턴》
- 2008년 《GP506》
- 2008년 《무림여대생》
- 2008년 《미안하다 독도야》
- 2009년 《7급공무원》
- 2009년 《지금 이대로가 좋아요》
- 2009년 《요가학원》
- 2010년 《주문진》
- 2010년 《숏숏숏!환상극장》
- 2010년 《허기》
- 2010년 《아빠가 여자를 좋아해》
- 2011년 《아이들》
- 2012년 《차형사》
- 2014년 《Meet Miss Anxiety》
- 2015년 《쓰리 썸머 나잇》
- 2015년 《서부전선》
- 2016년 《바운티 헌터스》
- 2019년 《Time To Play》
- 2021년 《차인표》
- 2021년 《Whisper In The Wind》

## 수상
- 2004년 제3회 대한민국 영화대상 음악상 《올드보이》